# Uranocircita
La uranocircita és un mineral de la classe dels minerals fosfats, segons la classificació de Strunz. Va ser descoberta l'any 1877 a Bergen, a l'estat de Saxònia (Alemanya), sent nomenada així pel seu contingut en urani i per la seva localitat de descobriment -traduït al grec-.
Fins al mes de setembre de 2022 s'anomenava uranocircita-II, canviant el nom a l'actual degut a les noves directrius aprovades per la CNMNC per a la nomenclatura de polimorfs i polisomes.
Un sinònim poc usat és autunita bàrica.

## Característiques
És un fosfat hidratat d'uranil i bari, del grup de l'autunita, semblant a aquesta. Es presenta en petits cristalls tabulars que poden presentar macles polisintètiques. Normalment es troba en masses laminars o en crostes terroses. És radioactiva i fluorescent als rajos UV. Pot transformar-se en meta-uranocircita per parcial deshidratació.

## Localització
No és molt abundant. Es troben algunes mostres a Morvan i Puy-de-Dôme (França) i a Wölsendorf, Wittichen i Bergen (Alemanya). Un jaciment espanyol és el d'Escalona (Toledo) encara que també hi ha un jaciment que no s'explota a la Serra d'Albarrana (Còrdova).